# Elecciones generales de Austria de 2019
Las elecciones generales de Austria se realizaron el 29 de septiembre de 2019 y se eligió el 27.º Consejo Nacional de Austria.
Se convocaron anticipadamente tras el colapso de la coalición gobernante entre el ÖVP y el FPÖ y el anuncio de la renuncia del vicecanciller Heinz-Christian Strache el 18 de mayo de 2019, debido a un escándalo de corrupción conocido como Caso Ibiza.

## Partidos
| Nombre e ideología | Nombre e ideología                 | Nombre e ideología     | Dirigente             | Resultados de 2017 | Resultados de 2017 |
| Nombre e ideología | Nombre e ideología                 | Nombre e ideología     | Dirigente             | Votos (%)          | Asientos           |
| ------------------ | ---------------------------------- | ---------------------- | --------------------- | ------------------ | ------------------ |
| ÖVP                | Partido Popular de Austria         | Democracia cristiana   | Sebastian Kurz        | 31.5%              | 62/183             |
| SPÖ                | Partido Socialdemócrata de Austria | Socialdemocracia       | Pamela Rendi-Wagner   | 26.9%              | 52/183             |
| FPÖ                | Partido de la Libertad de Austria  | Populismo de derecha   | Norbert Hofer         | 26.0%              | 51/183             |
| NEOS               | NEOS                               | Liberalismo            | Beate Meinl-Reisinger | 5.3%               | 10/183             |
| PILZ               | Lista Peter Pilz                   | Populismo de izquierda | Maria Stern           | 4.4%               | 8/183              |
| Die Grünen         | Los Verdes-La Alternativa Verde    | Ecosocialismo          | Werner Kogler         | 3.8%               | 0/183              |

## Encuestas
| Encuestadora                                                            | Fecha          | Porcentaje | ÖVP  | SPÖ  | FPÖ  | NEOS | PILZ | Grüne | GILT | Otros | Ventaja |
| ----------------------------------------------------------------------- | -------------- | ---------- | ---- | ---- | ---- | ---- | ---- | ----- | ---- | ----- | ------- |
| Asuntos de búsqueda                                                     | 15–21 Feb 2018 | 1,010      | 31   | 26   | 24   | 7    | 3    | 5     | –    | 4     | 5       |
| Peter Hajek                                                             | 12–20 Feb 2018 | 726        | 34   | 25   | 25   | 7    | 2    | 5     | –    | 2     | 9       |
| Unique Búsqueda                                                         | 11–16 Feb 2018 | 500        | 33   | 26   | 26   | 7    | 2    | 5     | –    | 1     | 7       |
| Asuntos de búsqueda                                                     | 1–8 Feb 2018   | 1,001      | 31   | 26   | 25   | 6    | 3    | 5     | –    | 4     | 5       |
| Asuntos de búsqueda                                                     | 18–24 Ene 2018 | 997        | 31   | 27   | 26   | 6    | 3    | 4     | –    | 3     | 4       |
| Unique Búsqueda                                                         | 15–19 Ene 2018 | 500        | 34   | 27   | 25   | 6    | 3    | 4     | –    | 1     | 7       |
| Asuntos de búsqueda                                                     | 4–10 Ene 2018  | 1,020      | 31   | 27   | 27   | 6    | 2    | 4     | –    | 3     | 4       |
| Peter Hajek Archivado el 23 de diciembre de 2017 en Wayback Machine.    | 18–21 Dic 2017 | 700        | 31   | 28   | 26   | 6    | 2    | 5     | –    | 2     | 3       |
| Mercado                                                                 | 18–20 Dic 2017 | 800        | 33   | 27   | 26   | 6    | 2    | 4     | –    | 2     | 6       |
| Asuntos de búsqueda                                                     | 18–20 Dic 2017 | 600        | 32   | 26   | 28   | 6    | 2    | 3     | –    | 3     | 4       |
| Unique Búsqueda                                                         | 11–15 Dic 2017 | 500        | 31   | 27   | 26   | 8    | 3    | 3     | –    | 2     | 4       |
| Mercado Archivado el 13 de diciembre de 2017 en Wayback Machine.        | 1–6 Dic 2017   | 814        | 32   | 26   | 26   | 6    | 3    | 5     | –    | 2     | 6       |
| Asuntos de búsqueda                                                     | 4–6 Dic 2017   | 600        | 32   | 27   | 28   | 5    | 2    | 3     | –    | 3     | 4       |
| Asuntos de búsqueda                                                     | 21–23 Nov 2017 | 600        | 32   | 27   | 27   | 4    | 2    | 4     | –    | 4     | 5       |
| Unique Búsqueda                                                         | 13–17 Nov 2017 | 500        | 32   | 28   | 24   | 6    | 2    | 6     | –    | 2     | 4       |
| Asuntos de búsqueda                                                     | 7–9 Nov 2017   | 600        | 33   | 27   | 27   | 4    | 2    | 5     | –    | 2     | 6       |
| Mercado                                                                 | 6–9 Nov 2017   | 1,030      | 31   | 28   | 26   | 5    | 4    | 4     | –    | 2     | 3       |
| Asuntos de búsqueda                                                     | 18–20 Oct 2017 | 600        | 33   | 28   | 27   | 4    | 4    | 3     | –    | 1     | 5       |
| Christina Matzka Archivado el 28 de octubre de 2017 en Wayback Machine. | 16–17 Oct 2017 | 500        | 29.9 | 26.9 | 25.9 | 5.9  | 5.0  | 4.8   | 1.2  | 0.4   | 3.0     |
| 2017 elección legislativa                                               | 15 Oct 2017    | –          | 31.5 | 26.9 | 26.0 | 5.3  | 4.4  | 3.8   | 1.0  | 1.2   | 4.6     |

### Canciller preferido
| Encuestadora                                                            | Fecha          | Datos | Kurz ÖVP | Kern SPÖ | Strache FPÖ | Strolz NEOS | Otro/Ninguno |
| ----------------------------------------------------------------------- | -------------- | ----- | -------- | -------- | ----------- | ----------- | ------------ |
| Asuntos de búsqueda                                                     | 15–21 Feb 2018 | 1,010 | 35       | 27       | 21          | –           | 17           |
| Peter Hajek                                                             | 12–20 Feb 2018 | 726   | 38       | 22       | 14          | ?           | ?            |
| Unique Búsqueda                                                         | 11–16 Feb 2018 | 500   | 43       | 21       | 14          | ?           | ?            |
| Asuntos de búsqueda                                                     | 1–8 Feb 2018   | 1,001 | 34       | 27       | 22          | –           | 17           |
| Asuntos de búsqueda                                                     | 18–24 Ene 2018 | 997   | 33       | 28       | 23          | -           | 16           |
| Unique Búsqueda                                                         | 15–19 Ene 2018 | 500   | 37       | 26       | 14          | ?           | ?            |
| Asuntos de búsqueda                                                     | 4–10 Ene 2018  | 1,020 | 32       | 26       | 24          | –           | 18           |
| Peter Hajek Archivado el 23 de diciembre de 2017 en Wayback Machine.    | 18–21 Dic 2017 | 700   | 33       | 25       | 15          | 4           | 23           |
| Mercado                                                                 | 18–20 Dic 2017 | 800   | 39       | 29       | ?           | –           | ?            |
| Unique Búsqueda                                                         | 11–15 Dic 2017 | 500   | 32       | 26       | 14          | 4           | 24           |
| Mercado                                                                 | 1–6 Dic 2017   | 814   | 34       | 34       | ?           | –           | ?            |
| Asuntos de búsqueda                                                     | 21–23 Nov 2017 | 600   | 33       | 26       | 25          | –           | 16           |
| Unique Búsqueda                                                         | 13–17 Nov 2017 | 500   | 34       | 31       | 15          | 4           | 16           |
| Asuntos de búsqueda                                                     | 7–9 Nov 2017   | 600   | 34       | 27       | 25          | –           | 14           |
| Mercado                                                                 | 6–9 Nov 2017   | 1,030 | 42       | 32       | 14          | –           | 12           |
| Asuntos de búsqueda                                                     | 18–20 Oct 2017 | 600   | 39       | 28       | 17          | –           | 16           |
| Christina Matzka Archivado el 28 de octubre de 2017 en Wayback Machine. | 16–17 Oct 2017 | 500   | 32       | 30       | 16          | –           | 22           |

### Coalición preferida
| Encuestadora                                                            | Fecha          | Datos | ÖVP–FPÖ | ÖVP–FPÖ | ÖVP–SPÖ | ÖVP–SPÖ | SPÖ–FPÖ | SPÖ–FPÖ | ÖVP | Otro | No sabe/ |
| ----------------------------------------------------------------------- | -------------- | ----- | ------- | ------- | ------- | ------- | ------- | ------- | --- | ---- | -------- |
| Asuntos de búsqueda                                                     | 18–20 Oct 2017 | 600   | 34      | 34      | 15      | 15      | 21      | 21      | 13  | 17   | 17       |
| Unique Búsqueda                                                         | 16–20 Oct 2017 | 500   | 35      | 35      | 17      | 17      | 12      | 12      | 5   | 10   | 20       |
| Christina Matzka Archivado el 28 de octubre de 2017 en Wayback Machine. | 16–17 Oct 2017 | 500   | 45      | 45      | 20      | 20      | 13      | 13      | 2   | 20   | 20       |

## Resultados
|                                                                                        |                                        |           |       |         |       |  |  |  |  |  |  |  |  |  |
| Partido                                                                                | Partido                                | Votos     | %     | Escaños | +/–   |  |  |  |  |  |  |  |  |  |
|                                                                                        | Partido Popular Austríaco              | 1,789,417 | 37.46 | 71      | +9    |  |  |  |  |  |  |  |  |  |
|                                                                                        | Partido Socialdemócrata de Austria     | 1,011,868 | 21.18 | 40      | –12   |  |  |  |  |  |  |  |  |  |
|                                                                                        | Partido de la Libertad de Austria      | 772,666   | 16.17 | 31      | –20   |  |  |  |  |  |  |  |  |  |
|                                                                                        | Los Verdes-La Alternativa Verde        | 664,055   | 13.90 | 26      | +26   |  |  |  |  |  |  |  |  |  |
|                                                                                        | NEOS – La Nueva Austria y Foro Liberal | 387,124   | 8.10  | 15      | +5    |  |  |  |  |  |  |  |  |  |
|                                                                                        |                                        |           |       |         |       |  |  |  |  |  |  |  |  |  |
|                                                                                        | AHORA – Lista Pilz                     | 89,169    | 1.87  | 0       | –8    |  |  |  |  |  |  |  |  |  |
|                                                                                        | Partido Comunista de Austria           | 32,736    | 0.69  | 0       | 0     |  |  |  |  |  |  |  |  |  |
|                                                                                        | El Cambio                              | 21,168    | 0.46  | 0       | Nuevo |  |  |  |  |  |  |  |  |  |
|                                                                                        | Partido de la Cerveza Austriaca        | 4,946     | 0.10  | 0       | Nuevo |  |  |  |  |  |  |  |  |  |
|                                                                                        | ¡Mi Voto Cuenta!                       | 1,767     | 0.04  | 0       | 0     |  |  |  |  |  |  |  |  |  |
|                                                                                        | Unión por el Futuro                    | 760       | 0.02  | 0       | Nuevo |  |  |  |  |  |  |  |  |  |
|                                                                                        | Partido Socialista de Izquierda        | 310       | 0.01  | 0       | 0     |  |  |  |  |  |  |  |  |  |
|                                                                                        | Partido Cristiano de Austria           | 260       | 0.01  | 0       | 0     |  |  |  |  |  |  |  |  |  |
| Votos nulos/en blanco                                                                  | Votos nulos/en blanco                  | 58,223    | –     | –       | –     |  |  |  |  |  |  |  |  |  |
| Total                                                                                  | Total                                  | 4,835,469 | 100   | 183     | 0     |  |  |  |  |  |  |  |  |  |
| Votantes registrados/participación                                                     | Votantes registrados/participación     | 6,396,812 | 75.59 | –       | –     |  |  |  |  |  |  |  |  |  |
| Fuente: Ministerio del Interior Archivado el 22 de octubre de 2019 en Wayback Machine. |                                        |           |       |         |       |  |  |  |  |  |  |  |  |  |

## Formación de gobierno
El 29 de diciembre, el ÖVP y los Verdes informaron a los medios de comunicación que sus negociaciones de coalición estaban a punto de concretarse. Los cargos de ministros del Interior, Relaciones Exteriores, Finanzas, Economía, Instrucción y Agricultura se otorgará a los miembros de ÖVP, mientras que los puestos de ministros de Infraestructuras, Medio Ambiente, Justicia, Salud y Asuntos Sociales irán a los Verdes.
Transcurridos 100 días luego de las elecciones, el 7 de enero de 2020, el presidente Van der Bellen tomó el juramento del nuevo gobierno ÖVP-Verdes, encabezado por Sebastian Kurz como primer ministro.